# Сегментна фонологія
Сегментна фонологія — розділ фонології, що вивчає одиниці мовленнєвого потоку, їхнє функціонування, структуру. До одиниць сегментного мовленнєвого рівня належать: фонема (звук), силабема (склад), такт (фонетичне слово), синтагмема (синтагма) і фразема (фраза).

## Фонема
Фонема — це найменша (неподільна) структурно-семантична звукова одиниця, що здатна виконувати деякі функції у мовленні. Зокрема фонема творить, розділяє і розпізнає морфеми, слова, їхні форми в мовному потоці. Тому, коли йдеться про функції фонеми, то зазвичай виділяють:
- конститутивну: фонеми є тим матеріалом, з допомогою яких творяться одиниці вищих рівнів;
- ідентифікаційну: із суцільного потоку мовлення людина розпізнає окремі звуки, а завдяки цьому й окремі слова;
- дистинктивну: фонеми розрізняють як зміст слова, так і його форму.

Фонема як певний знак, модель матеріалізується в мовленні у вигляді звуків, серед яких вирізняють головний вияв фонеми (інваріант) та її варіанти (алофони). Виявлення фонеми в її самостійних ознаках, тобто незалежно від місця в слові, впливу сусідніх звуків, наголошеності й ненаголошеності, індивідуальних фізіологічних особливостей людини називається головним виявом фонеми.
Варіанти фонем є трьох типів:
- Під позиційним варіантом розуміють вияв фонеми як звука тільки в певній означеній позиції в слові. Позиційним варіантом є звуковий вияв фонеми /и / як [ие] або [еи] у ненаголошеній позиції..
- Комбінаторним варіантом фонеми називають звук, який з'являється замість головного вияву даної фонеми внаслідок змін, що відбуваються в артикуляції під впливом звукового оточення, наприклад, комбінаторним варіантом є реалізація фонеми /т′/ у звукові [д′] під впливом наступного дзвінкого: /молод′ба/
- Факультативним варіантом фонеми називається її не обов'язковий, але можливий у літературній мові звуковий вияв. Наприклад, перед фонемою /і/ звичайна для літературної мови фонема /т′/ /ст′іл/, хоч окремі носії в деяких словах реалізують її в звукові [т] [стіл].

## Розуміння фонеми в українській лінгвістиці
Поняття фонема було введено в ужиток Бодуеном де Куртене. Ґрунтовне пояснення фонеми дав М. Трубецькой. Українська фонологічна думка розвивалася під впливом російської фонетики, де існують дві фонетичні школи — Московська і Петербурзька (Щербівська). Московська фонологічна школа розглядає фонему як сукупність диференційних ознак — на основі протиставлення звука фонемі (Реформатський, Винокур, Кузнєцов). Петербурзька фонетична школа вивчає фонему у єдності зі звуком (Щерба). Українська фонологія розвивалася у руслі ідей Л. Щерби. Так, сучасна українська фонетика розглядає фонему у єдності зі звуком, який вивчається в трьох аспектах: фізичному, анатомо-фізіологічному та функціональному (лінгвістичному). Фонема є предметом вивчення функціонального аспекту. Питаннями фонематики займалися: П. Коструба, Л. Булаховський, М. Жовтобрюх та інші.

## Синтагмема (синтагма)
Синтагма є мінімальною інтонаційною одиницею мовлення. За визначенням Л.Щерби, основною ознакою синтагми є її фонетична і смислова єдність. Фонетична єдність синтагми досягається синтагматичним наголосом, що і об'єднує фонетичні одиниці в одне ціле (різати яблуко, читати вірші).
Засобами синтагматичного членування є паузи (перерви у звучанні) або просодичні частотні та темпоральні засоби мовлення (зміна руху частоти основного тону, темпу, ритму). Синтагма структурно неоднорідна — вона може складатися з одного фонетичного слова, словосполучення чи їхньої сукупності. Нерідко синтагма складається з одного вигуку, частки, сполучника.
Є декілька критеріїв, за якими можна членувати мовлення на синтагми:
- Зазвичай основним критерієм виділяють семантичний — на основі наявності певного значеннєвого блоку як семантичної структури.
- Синтаксичний критерій — зумовлений синтаксичними зв'язками в тексті — група підмета, група присудка тощо. Цей критерій споріднений з семантичним, адже семантичні блоки, як правило, збігаються з синтаксичними. Однак кожен диктор залежно від ситуації та власного осмислення тексту визначає межу синтагми, часто порушуючи при цьому норми синтаксису.
- Ще одним критерієм є пунктуаційний, коли членування мовленнєвого потоку здійснюється завдяки розділовим знакам. Критерій набуває ваги, коли йдеться про начитане мовлення, особливо коли диктор читає текст вперше.